# Hohentwiel
Le Hohentwiel est un volcan éteint d'Allemagne situé dans les environs du lac de Constance, dans l'Hegau. Emblème de la ville de Singen, ce sommet de 690 mètres d'altitude présente à son sommet les ruines de son ancien château fort.

## Toponymie
Le château de Hohentwiel est évoqué pour la première fois dans la chronique d’Ekkehard IV de l’abbaye de Saint-Gall, entre 980 et 1060, comme le castellum tuiel, assiégé en 915. Le radical twiel était autrefois rattaché à une étymologie celte mais les connaissances linguistiques actuelles permettent de reconnaître à la position de l'accent tonique une origine alémanique. Le nom pourrait ainsi remonter à la racine indo-européenne tú ou tuo signifiant « bosse ». Cette hypothèse n'est cependant pas universellement reçue. Entre le Moyen Âge tardif et l'Époque moderne est apparu le toponyme Hohentwiel (à côté des anciens tuiel ou twiel). Ce toponyme est attesté pour la première fois en 1521.

## Géographie

### Situation, topographie

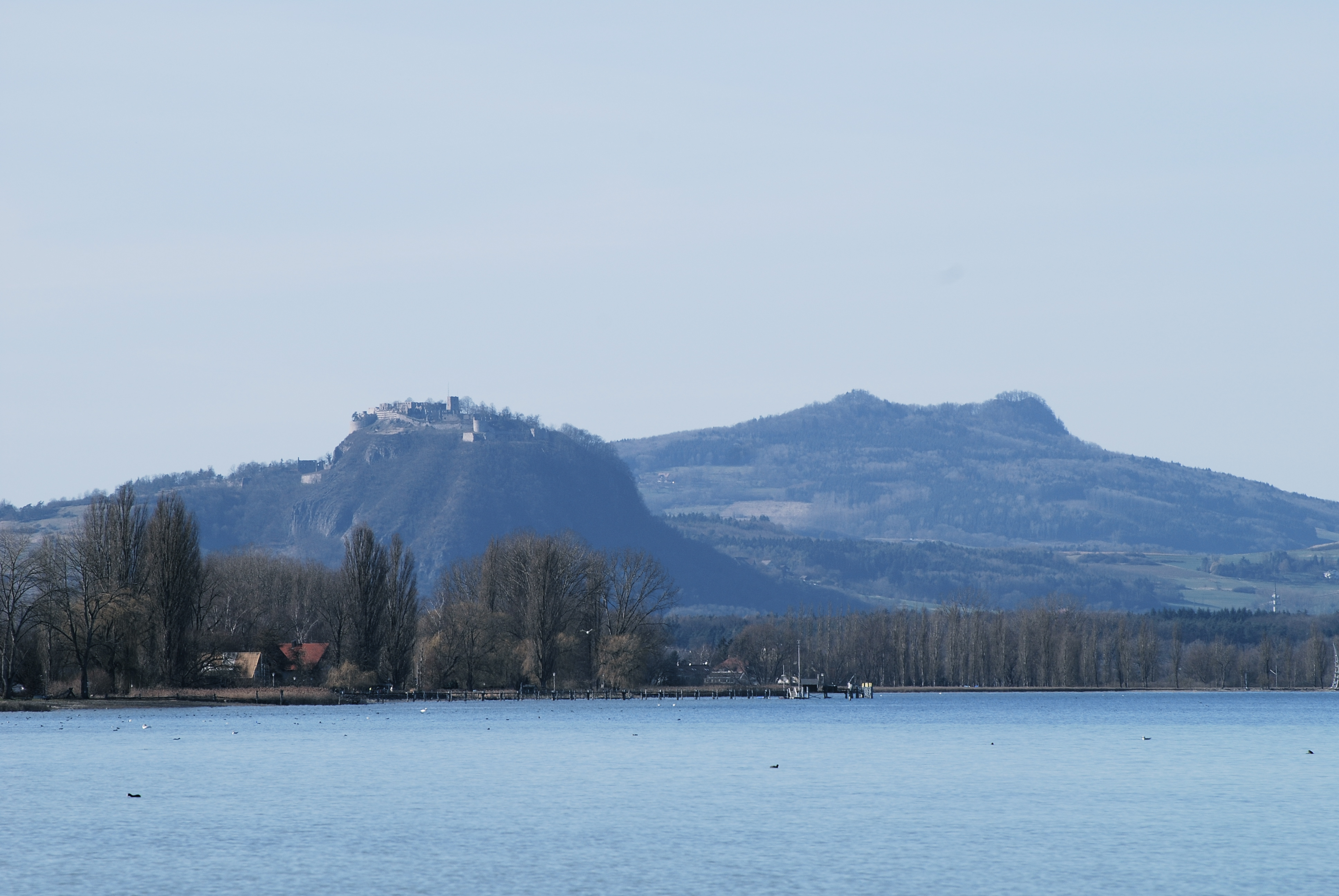
Le lac de Constance, le Hohentwiel et le Hohenstoffeln.

Le Hohentwiel est situé dans le sud de l'Allemagne et il est l'un des volcans du Hegau, dans le sud du Bade-Wurtemberg,. Il se trouve dans le district de Fribourg-en-Brisgau et l'arrondissement de Constance. Il se dresse au nord-ouest de Singen et se trouve en grande partie sur le territoire de cette commune, le reste se trouvant sur celle de Hilzingen distante de trois kilomètres. À cinq kilomètres nord et à six kilomètres au nord-ouest, les autres volcans éteints de la chaîne que sont le Hohenkrähen, le Mägdeberg et le Hohenstoffeln sont visibles ; le lac de Constance s'étend à une dizaine de kilomètres au sud-est.
Les versants du Hohentwiel sont partout abrupts et entièrement boisés. Au pied du versant est, le relief se poursuit en pente douce tandis qu'à l'est, la falaise surplombe de 260 mètres la vallée de la Radolfzeller Aach qui s'écoule sur son versant oriental. La végétation est dominée par les plantes de prairie sèche et la forêt. Au milieu des blocs de pierre et des murailles en ruine peut être rencontrée par exemple une espèce de sauterelle rare, le criquet italien.
Au Hohentwiel se trouve le plus haut vignoble d'Allemagne avec 562 mètres d'altitude et deux exploitations occupent l'adret. Depuis 1988, le versant nord du Hohentwiel est traversé sur 800 mètres de long par un tunnel de la BAB 81, qui fut pendant quelques années le plus long tunnel du Bade-Wurtemberg.

### Géologie

Coupe géologique sur 400 mètres de profondeur.

Du point de vue géologique, le Hohentwiel appartient à un massif homogène qui englobe tout à la fois le Hegau et la partie occidentale du lac de Constance. Les strates environnantes résultent de dépôts de sédiments. C'est la surrection alpine qui est à l'origine de l'activité volcanique de la région ; l'Ur-Hohentwiel, cheminée volcanique de tuf, en est un des vestiges. Les phonolithes du versant oriental attestent eux aussi de cette période éruptive.

#### La sédimentation post-Jurassique

Histoire du volcan au Miocène.

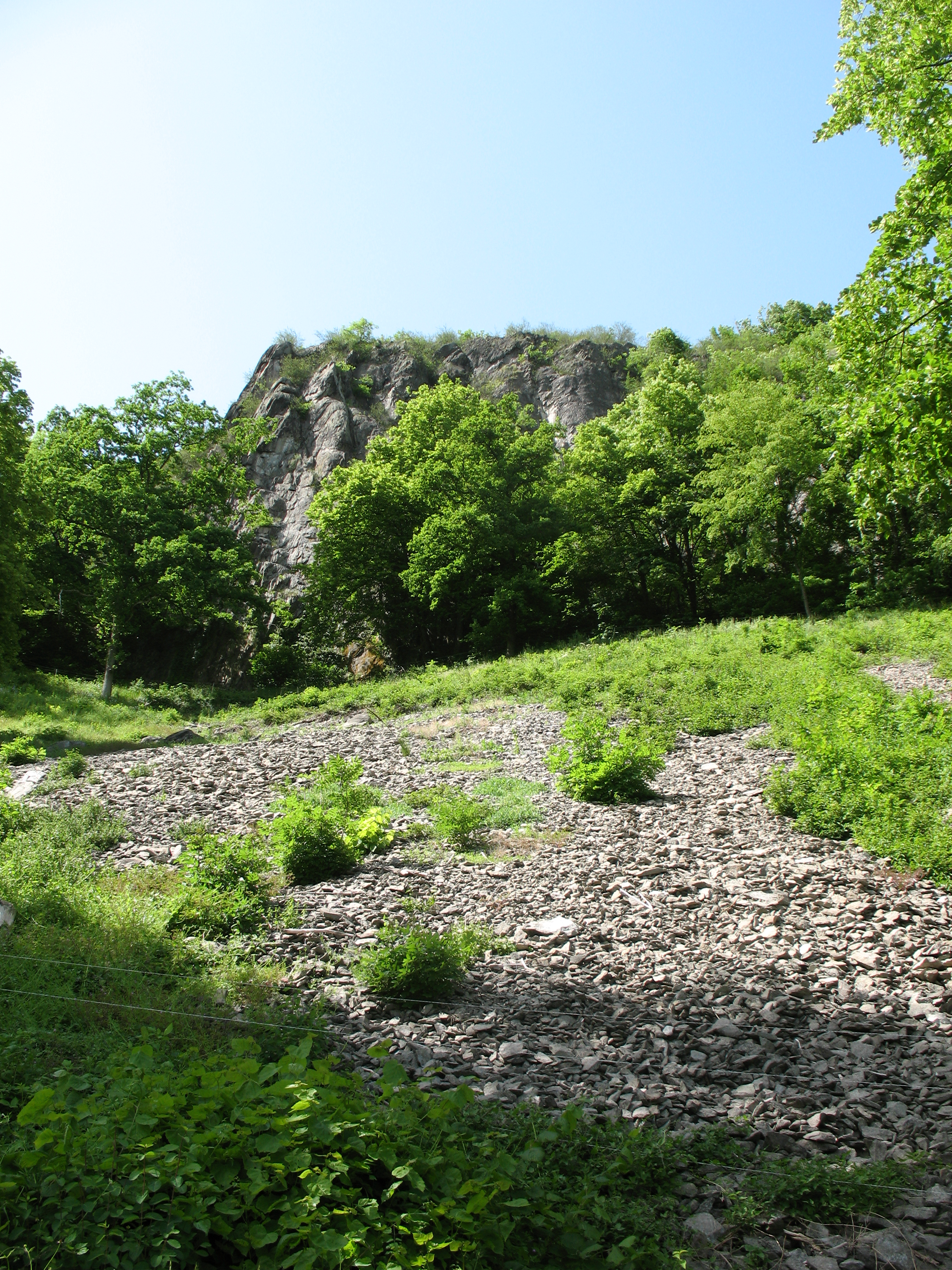
Érosion des phonolithes : vestiges détritiques sur le versant est.

Il y a 200 millions d'années, au Jurassique, les marches de l’Europe centrale, submergées, formaient un plateau sous-marin de l’océan primitif Téthys. C'est alors que se forma, par sédimentation, le Jura souabe. Avec la surrection alpine survenue au début du Paléogène, il y a 65 millions d'années, le plateau émergea peu à peu. Ce mouvement est en partie une conséquence de la collision des plaques africaine et eurasienne. En réaction à ce mouvement de compression, la région prise en étau entre les Alpes et le Jura souabe s'effondra, et avec elle tout le Hegau. Simultanément, un processus érosif s’amorçait, qui arasa la surface émergée. Les produits de l'érosion se redéposèrent sous l’eau alentour, formant un dépôt de molasse sur les fonds marins, similaire à une molasse lacustre ; à l'estuaire des vallées tracées sur les terres émergées, il se déposait au contraire une molasse d'eau douce. C'est ainsi qu'un dépôt hétérogène de molasse de 5 000 m d'épaisseur s'accumula à cet endroit.

#### Les volcans du Miocène
Par suite du plissement alpin et de la formation du Jura souabe, le Hegau subit d'intenses compressions engendrant des failles en profondeur. Le retrait des mers au Miocène, il y a 15 millions d'années, favorisa le volcanisme tectonique qui, chose inhabituelle, se manifesta, non à la jonction des deux plaques, mais à l'intérieur de la plaque continentale eurasienne : le Hegau se trouve, en effet, à la croisée de deux failles ; l'une, courant du nord-ouest au sud-est, dite faille de Bonndorf-Hegau et l'autre entre le Höwenegg et le village de Riedheim. C'est ainsi que prirent naissance, il y a douze ou treize millions d'années, les volcans du Hegau. Cette période de volcanisme comporte deux phases ; au cours des trois premiers millions d'années, les cheminées débouchèrent en surface. L'un de ces volcans, appelé par les géologues allemands Ur-Hohentwiel, déposa au cours de son éruption un dôme de tuf, dominant le paysage alentour de 100 à 200 mètres. Au cours du temps, l’érosion et l’interruption du volcanisme entraînèrent une diminution de l'épaisseur. Il y a huit millions d'années, au Tortonien, s'amorça une seconde phase d'éruptions, mais cette fois les cheminées magmatiques ne débouchèrent pas en surface, mais s'épanchèrent en roche filonienne dans les bancs de molasse. Les géologues supposent que ce phénomène est dû à une concentration du magma, augmentant sa teneur en silice et le rendant plus dense et visqueux. C'est ainsi que se serait formé un couvercle de lave, à l'origine d'une couche de tuf de 100 mètres d'épaisseur recouvrant l'ancien volcan,.

#### Les glaciations du Quaternaire
Le dernier épisode marquant pour l'histoire de la région survient au Quaternaire avec les quatre glaciations successives (Günz, Mindel, de Riss et de Würm). Les glaciers alpins laissent des cicatrices sur les terrains qu'ils recouvrent, et les tufs de couverture de la cheminée de l’Hohentwiel sont entraînés et déplacés. Enfin, lors de la glaciation de Würm il y a 20 000 ans, le glacier rhénan pousse de nouveau vers le nord. Le lobe glaciaire du lac de Constance, appartenant au glacier rhénan de la période de Riss, entraîne les couches de molasse et de tuf pour les redéposer autour du sommet du Hohentwiel, si bien que le sommet se confond alors avec la surface du sol. Aujourd'hui les tufs des versants nord et est ont été décapés et le neck, dénudé, surplombe de 100 mètres la vallée. Le tuf n'a donc subsisté que sur le versant ouest : l'épaisseur de glace étant insuffisante, la cheminée volcanique a fait écran à la poussée du glacier.

#### Structure lithologique et roches

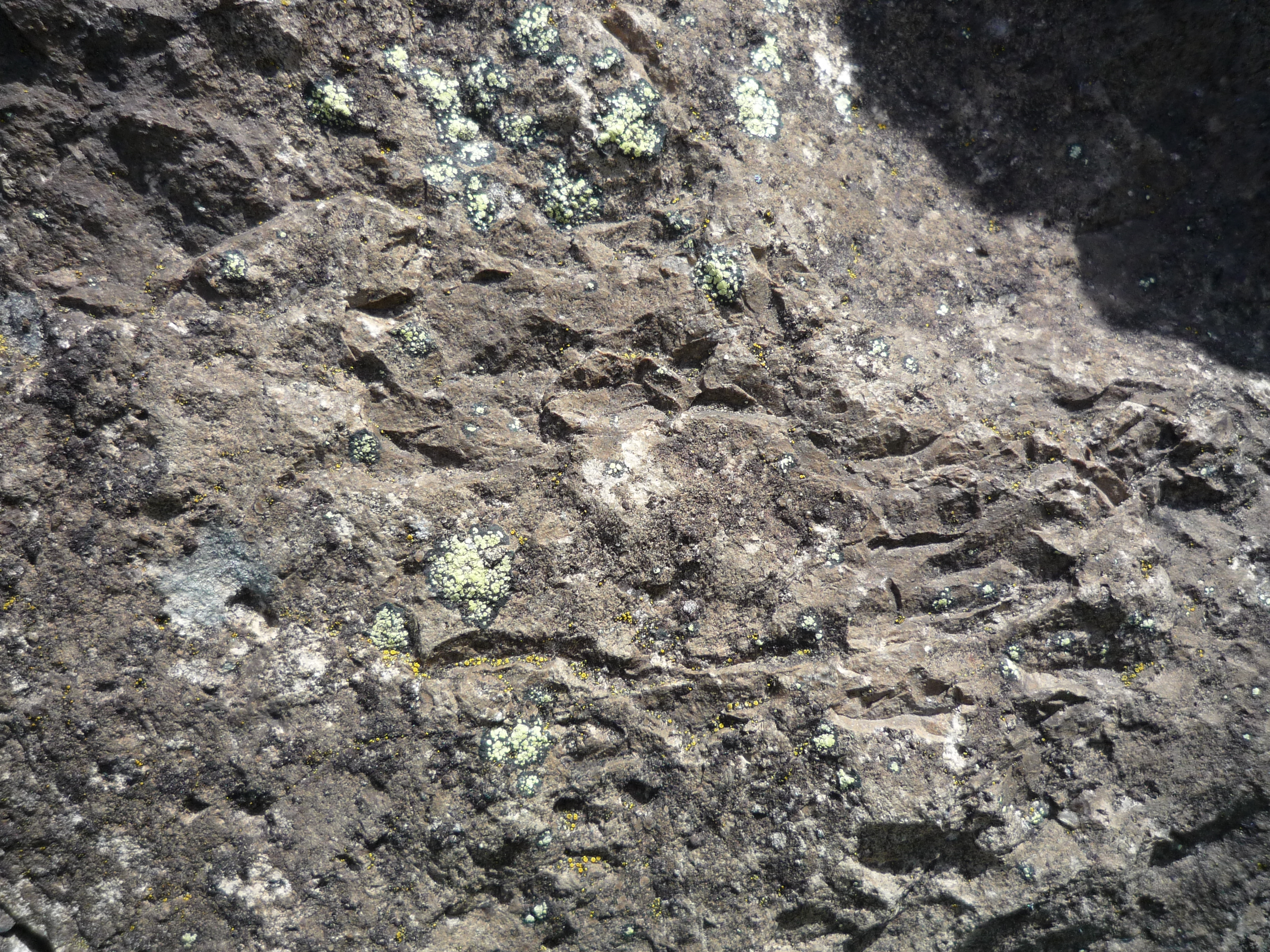
Phonolithes du Hohentwiel.

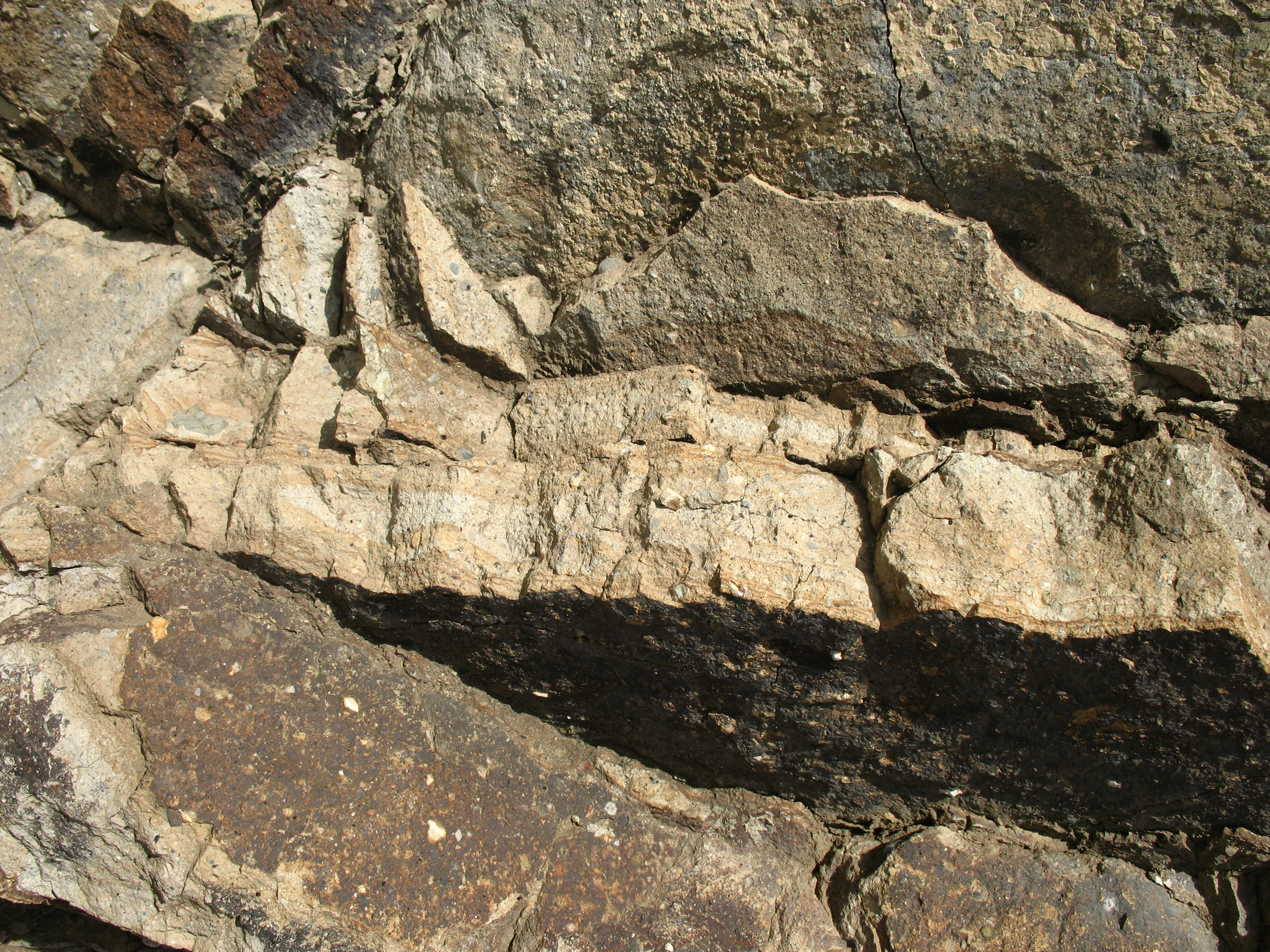
Tuf volcanique du Hohentwiel.

À 600 mètres de profondeur sous le Hohentwiel s'étendent les strates du Dogger, étirées en direction du sud-ouest et parallèles à la formation de Malm. Une centaine de mètres au-dessus, on trouve les couches du Kimmeridgien et du Tithonien. Ces couches épaisses de 150 mètres sont recouvertes par les deux dépôts successifs de molasse d'eau douce : d'abord une couche de 150 mètres d’épaisseur faite de matériaux détritiques du Jurassique, puis, la recouvrant, un faciès alluvial de molasse d'eau douce, présentant une épaisseur de 70 mètres. Viennent ensuite une mince couche de molasse saumâtre et au-dessus la molasse marine.
À l'est du volcan, la molasse marine est recouverte de brèches du Jurassique récent, sur lesquelles repose une couche de débris de phonolithes érodés ; à l'ouest, le tuf de couverture constitue d'abord un dépôt profond et, plus loin à l'ouest, la molasse marine est confinée par les micas et brèches jurassiques du dernier dépôt de molasse d'eau douce. Sur le versant ouest ces dépôts sont recouverts d’une moraine.
Le crypto-dôme du Hohentwiel est fait de phonolithes, roche qui doit son nom au son clair qu'elle rend sous le marteau du géologue. Les principaux composants des phonolithes du Hohentwiel sont la néphéline, la noséane, la leucite, la sanidine et l’augite. Cette dernière roche contient du zircon, de l’apatite et de la titanite. La teneur en acide siliceux des phonolithes atteint 50 à 55 %, et la teneur en uranium, 350 g/tonne.
Les tufs constituent aussi bien la roche du neck de l’Ur-Hohentwiel que les pierres détritiques qui parsèment les alentours de la cheminée. Il s'agit essentiellement d'une pierre grise, formée en conglomérat, mais par endroits, ce sont des galets de couleur brun-rouge, sans couches bien distinctes. La teneur en silice de la lave devait être d'environ 35 %. Ces tufs sont faits de cristaux volcaniques, de lapilli et de bombes volcaniques, projections faites à 20 % de granite, de syénite et de diorite du socle, à 15 % calcaire de Malm, surtout du pseudo-marbre et des argilites du Lias (comme celle du Dogger).
Quant à la teneur en minéraux, les lapilli de diamètre inférieur à quatre centimètres contiennent surtout de la biotite, de l’hornblende, de la montmorillonite, de la calcite, de la magnétite et des pyroxènes. Cette composition est identique à celle des tufs associés. Toutefois, une particularité des tufs du Hohentwiel sont les tubercules d’opale.

### Écosystème

La réserve naturelle du Hohentwiel.

Le principal bouleversement dans le paysage remonte à 1890, avec la plantation de 12 000 arbres car, depuis le Moyen Âge, le volcan était dénudé. En 1923, 20 ha de forêt sur le versant le plus raide ont été déclarés forêt domaniale, à cause de l'augmentation de l’abattage sauvage de bois depuis la fin de la Première Guerre mondiale. La première réserve naturelle d'Allemagne a été créée en 1941 autour du Hohentwiel avec une superficie de 108 ha ; elle a été agrandie à 138 ha en 2004, et comprend tout le massif entre Singen et Twielfeld, ainsi que 19 ha de forêt domaniale. La même année, 63 ha de réserve naturelle de paysage ont été créés pour protéger les ruines, les terrains domaniaux et les espaces verts au pied du volcan. La région fait aussi partie d'une zone Natura 2000, directive de l’Union européenne.
Un chemin aménagé, le Vulkanpfad Hohentwiel, permet de faire le tour du volcan ; cet itinéraire didactique circonscrit le Hohentwiel en suivant à peu près la courbe de niveau de 600 mètres d'altitude. Douze tables d'orientation renseignent les promeneurs non seulement sur la flore et la faune, mais aussi sur les particularités géologiques et le vignoble.

#### Flore

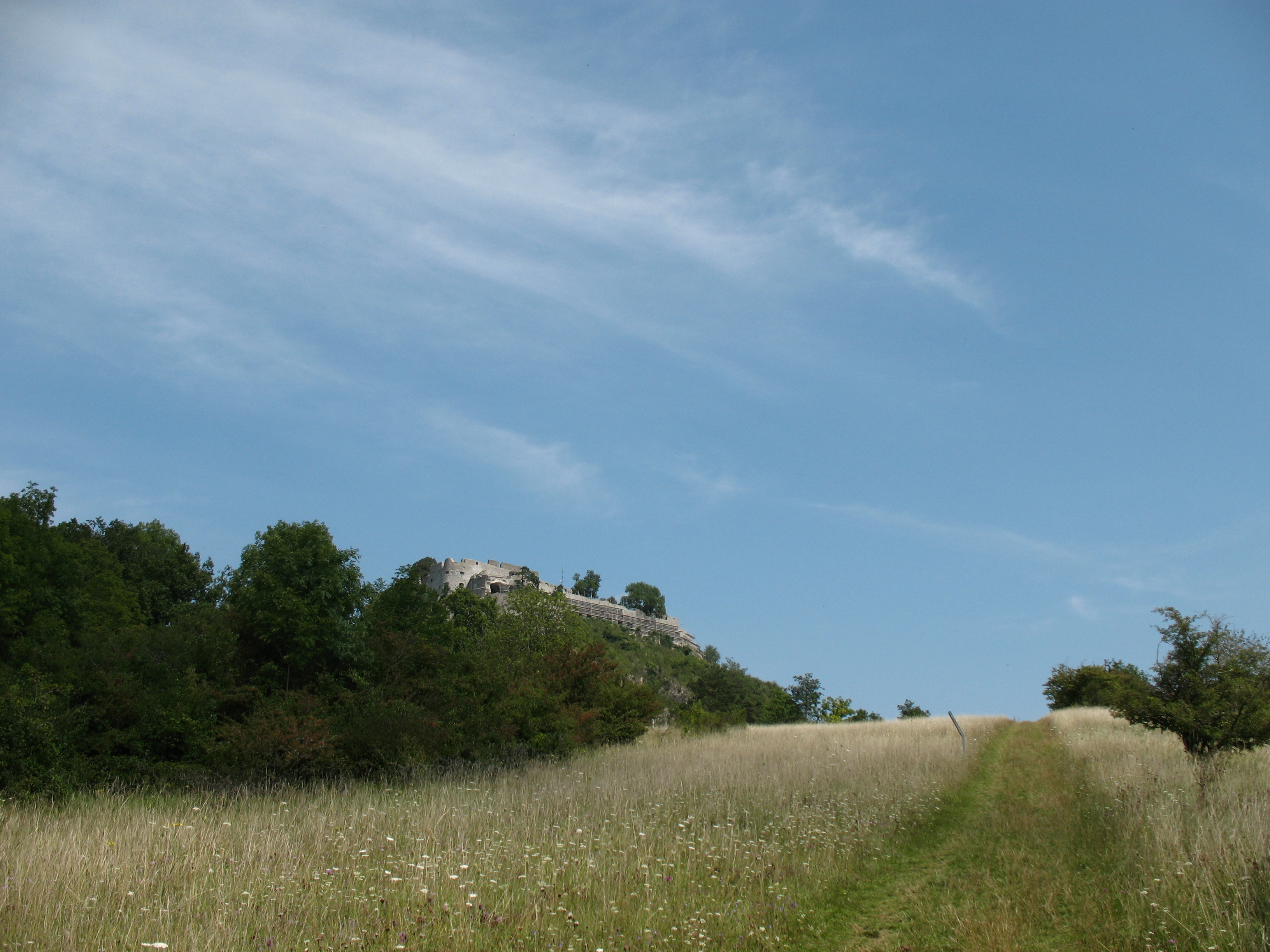
La prairie sèche du Hohentwiel.

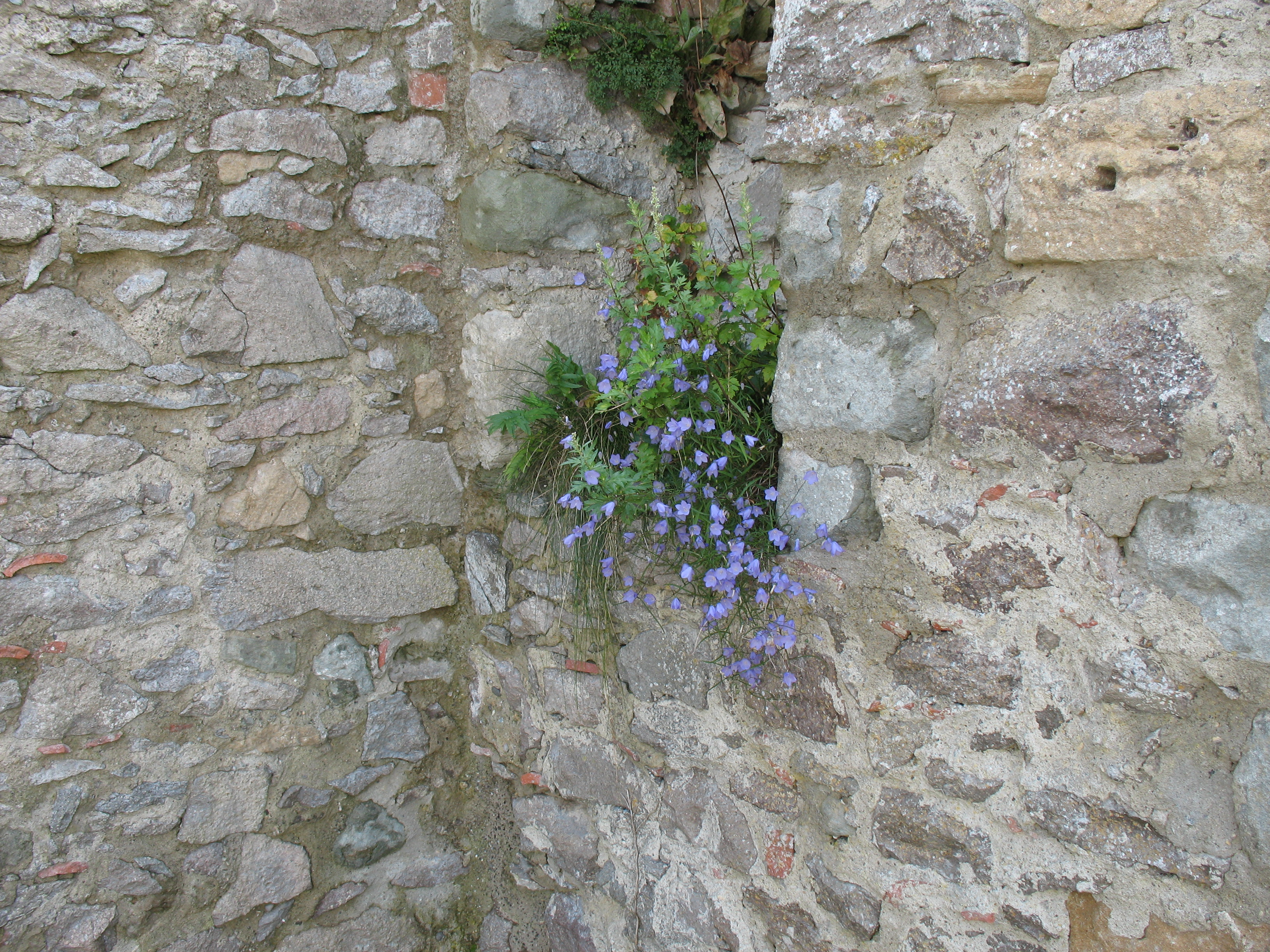
Campanules

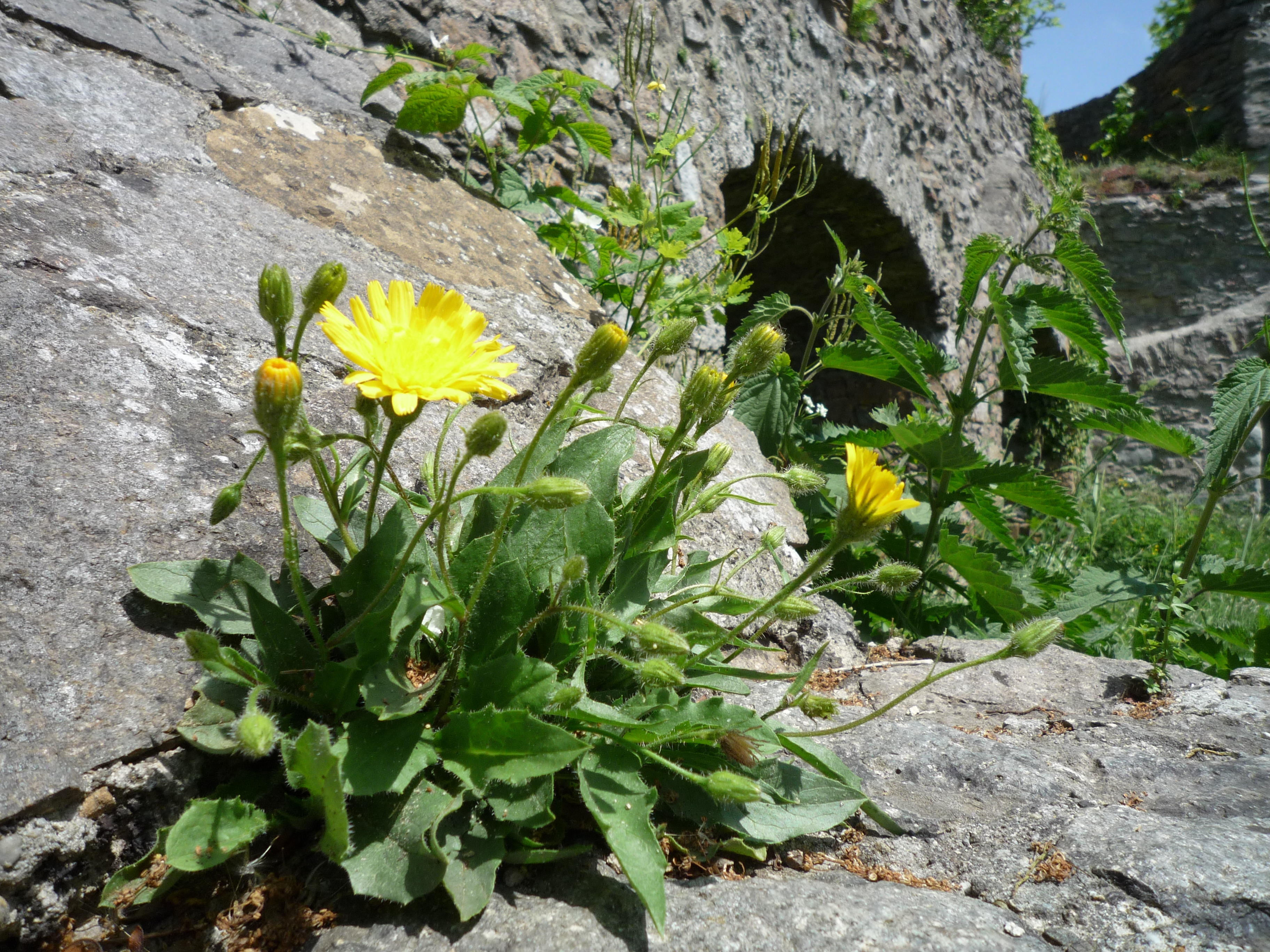
Épervières

Plusieurs espèces de plantes assez rares poussent sur les flancs du Hohentwiel. L'adret favorise plutôt les espèces méditerranéennes, et l'ubac des espèces scandinaves. Les principaux biomes sont la forêt et la prairie sèche.
Sur les versants sud et ouest, le sol sec et pierreux sert de socle à une prairie sèche. Les parois abruptes sont particulièrement exposées aux rayons du soleil, si bien que les fleurs qui y poussent doivent mettre en œuvre des stratégies particulières : ainsi la coquerelle se protège en développant des cils épais. Au-dessus des vignobles de Twielfeld, le tuf de couverture est à peine recouvert d’humus. Sur les rocs dénudés poussent certaines fleurs, comme l’aster dorée, le thym pouliot, le gaillet glauque, l’anthémis des teinturiers, la fléole brillante et la laitue vivace. La présence de l’hysope est incongrue : on pense qu’elle s’est répandue depuis les jardins de simples cultivés dans les châteaux médiévaux : cette variété, devenue sauvage, est unique dans la flore d'Allemagne. Parmi les autres fleurs, on trouve la tanaisie en corymbes, la campanule à feuilles de pêcher, la campanule à feuilles rondes, l’hélianthème, le cirse commun, la carotte sauvage et la caille-lait jaune. La prairie abrite certains spécimens de flore des steppes, comme la véronique en épi et la sauge des bois. La vesce, l’astragale à feuilles de réglisse, la coronille bigarrée et le mélilot blanc trouvent sur les tufs érodés et épars une accroche, d'où ils peuvent fixer l'azote de l'air ambiant. Le pacage des chèvres et des moutons empêche les herbes trop hautes de restreindre, par leur ombre, la croissance des gentianes et des carlines. La primevère officinale couvre les prairies au printemps, et le chardon oursin, les ballotes et le géranium à feuilles rondes, les vignobles du sud-ouest. Parmi les arbrisseaux, le prunellier et les rosales : l’églantier, le troène et le noisetier dominent.
Sur les coteaux est et sud-est, qu'on appelle localement le Mont Olga, des prairies semi-sèches ont pris naissance. On y trouve par exemple la sauge des prés, l’Œillet des Chartreux, et même le thym à larges feuilles et la scabieuse colombaire. L’aubépine y pousse en buissons.
Les flancs plus frais et plus humides du versant nord sont en grande partie couverts de forêts. Cette ambiance favorise des espèces telles la spirée barbe de bouc, la renoncule tête d'or, l’orchis mâle ou le doronic tue-panthère. Sur les cailloutis de phonolithes, l’ail des ours, le fumeterre creux et la sylvie jaune trouvent un terrain favorable. Le chardon penché a tendance à envahir les prés à mouton.
Les flancs rocheux de la cheminée de phonolithe sont parsemés d’orpin blanc, d’ail des montagnes, d’œillets de Grenoble, de joubarbe des toits et d’alysson des montagnes, par endroits couverts de rue, doradille et d’aspleniums typiques du Jura Souabe.
L’interface entre versant et à-pic est couverte de petits chênes, d’amélanchiers et de grémil pourpre bleu.
D'innombrables espèces opportunistes prospèrent au milieu des ruines laissées à l'abandon, parfois davantage qu'au milieu des éboulis naturels : ainsi les épervières, l’alysson des montagnes, l’orpin tuberculeux, la laitue vivace, le saxifrage paniculée et la valériane triséquée.
Il y a deux bois autour du dôme de phonolite : l'un d’érables et de tilleuls, l’autre de frênes, d’ormes et d’érables. Le premier bois est typique de la végétation du versant sud et y forme une steppe boisée d’érables champêtres, de chênes pédonculés et de charmes.
Le tilleul à grandes feuilles parvient à prendre racines sur les coteaux du versant nord, en association avec l’érable des montagnes, le frêne et l’orme de montagne,,.

#### Faune

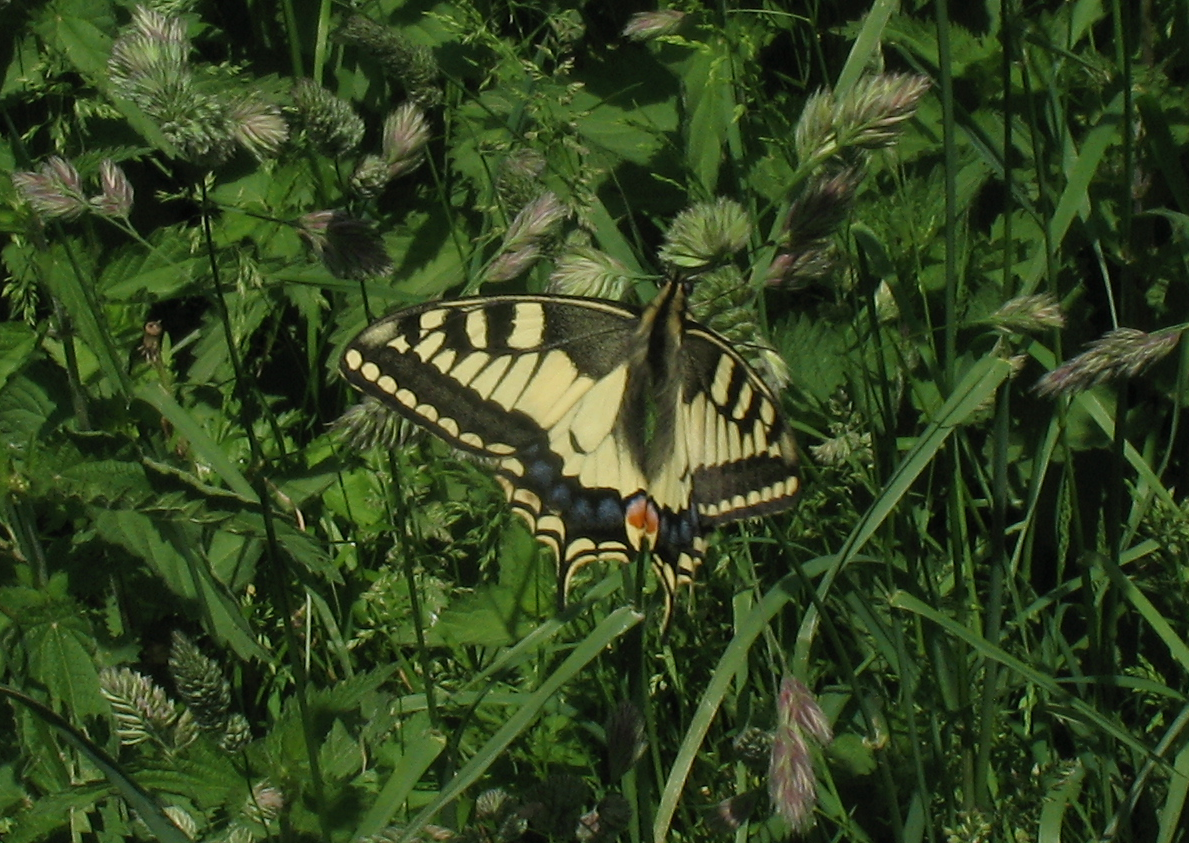
Un machaon.

La prairie sèche est un écosystème favorable à de nombreuses espèces : les papillons (azuré bleu céleste, argus bleu, demi-deuil, machaon, l’œdipode bleue et le criquet à ailes rouges), la coronelle lisse et divers coléoptères, comme le capricorne variable, le bousier sacré ou le carabe embrouillé.
Le faucon pèlerin et le faucon crécerelle, le Grand Corbeau et la pie-grièche trouvent leur subsistance sur la montagne au milieu des pierres. Les ruines permettent au criquet italien et au lézard des murailles de s'abriter.
Au milieu des ceps du vignoble vivent l’œdipode bleue et l’harpale gris. On y a aussi trouvé récemment le premier spécimen d’araignée tisseuse Phrurolithus en Allemagne,,.

## Histoire
Il y a quinze millions d'années s'amorce une phase de volcanisme actif qui donne naissance au Hohentwiel. Lors d'une seconde phase il y a environ huit millions d'années, le magma ne peut atteindre la surface et forme ainsi un neck caractéristique, qui est entièrement dégagé lors du recul des glaciers à la fin de la glaciation de Würm au Quaternaire.
Les hommes fréquentent depuis environ 9 000 ans les flancs du Hohentwiel. Il existe des vestiges du Néolithique, de la culture de Rössen, du groupe de La Hoguette et des Celtes. La fortification du sommet est attestée dès 915 et le château fort est agrandi à de multiples reprises. Au début du XVIe siècle, il échoit aux princes de Wurtemberg qui en font un château ducal. Assiégé cinq fois sans succès au cours de la guerre de Trente Ans, il est finalement démantelé sous Napoléon Ier. Avec la vogue du romantisme, ses ruines deviennent dès lors une attraction touristique. En 2008, plus de 86 000 visiteurs ont parcouru ses ruines.

## Le vignoble

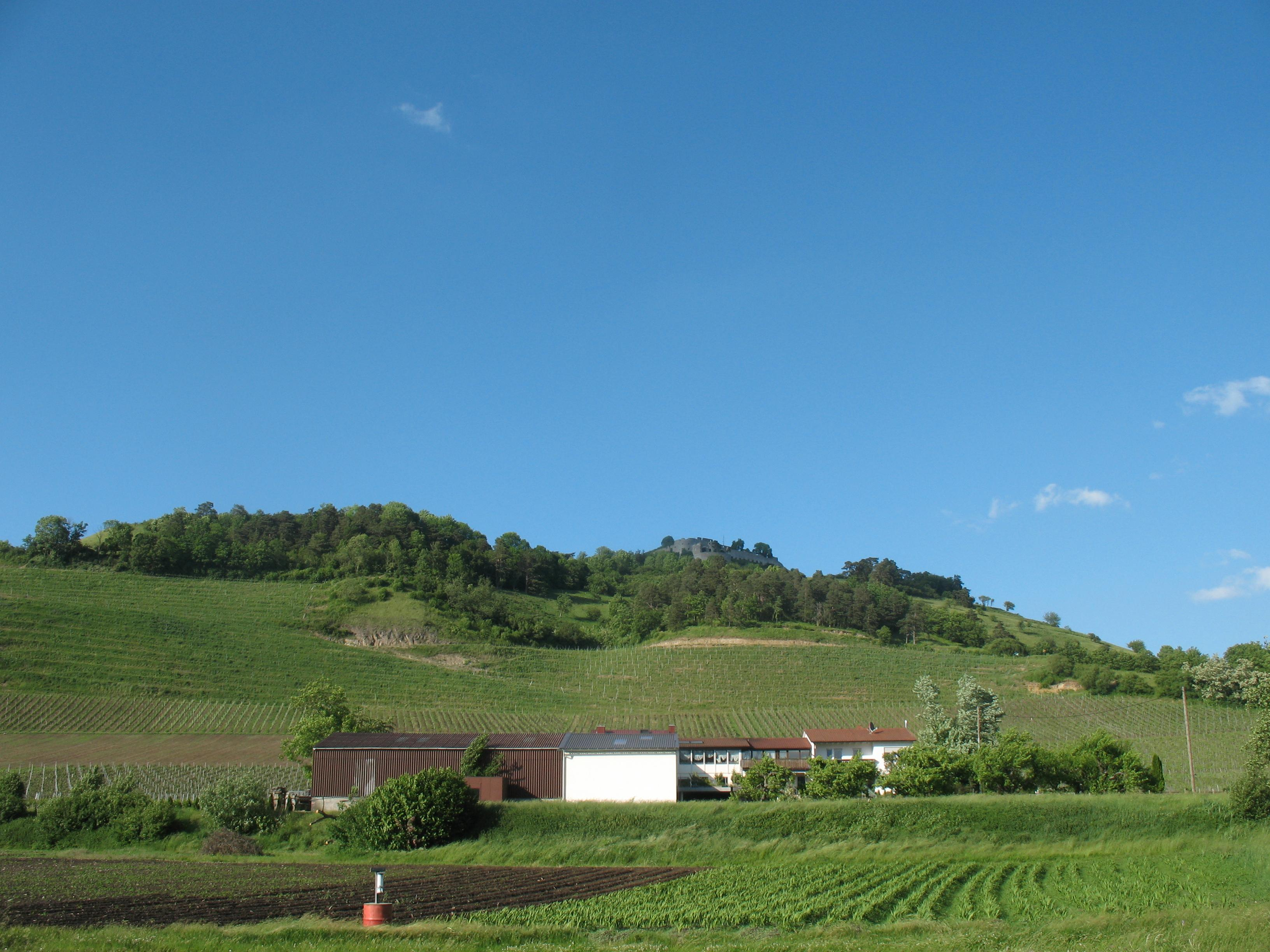
Les vignobles de l'Elisabethenberg.

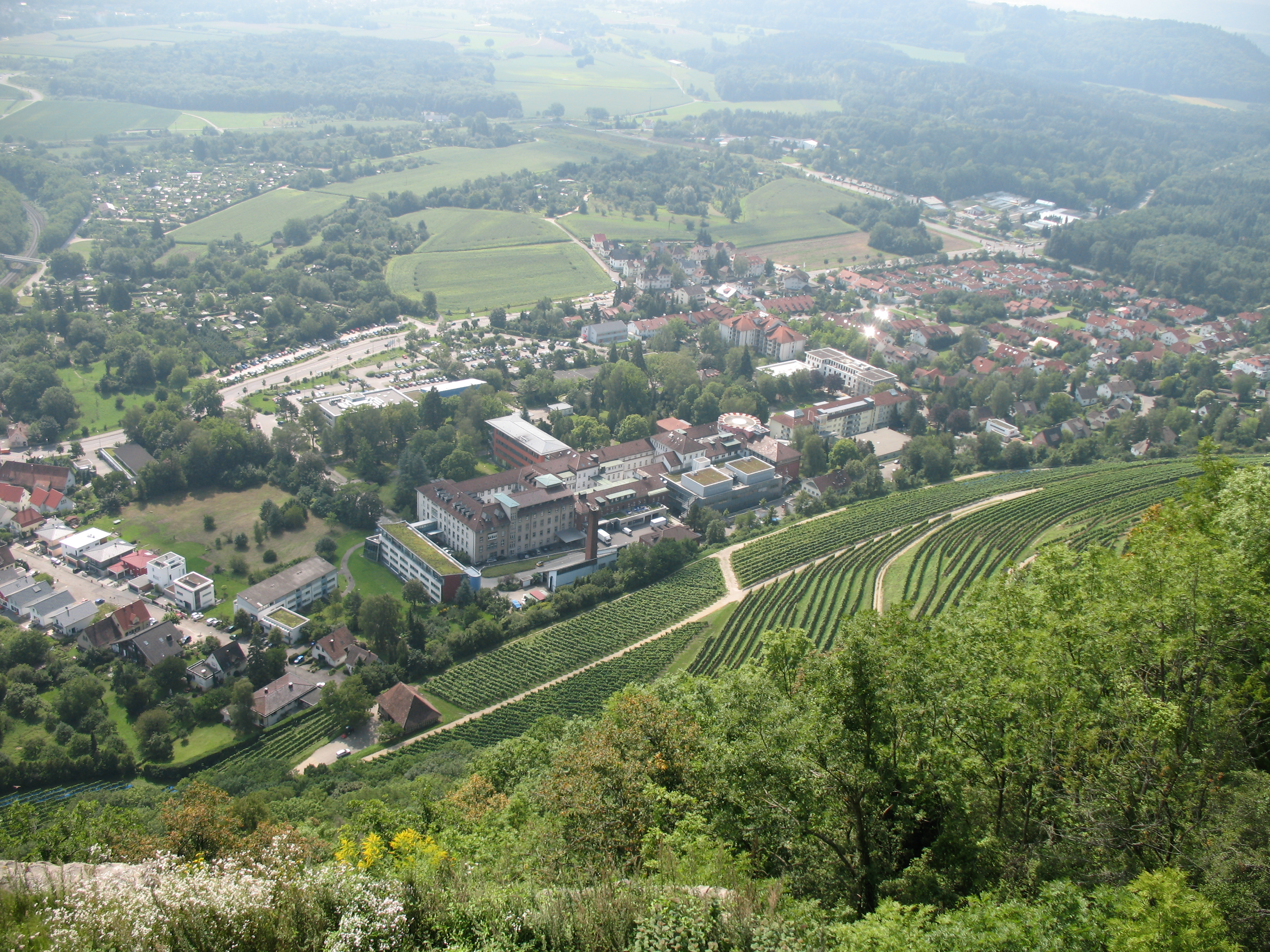
Les vignobles de l'Olgaberg.

Deux exploitations viticoles occupent les coteaux du Hohentwiel : celle de l’Olgaberg, exposée au sud-est, donne l'appellation Meersburg, et celle de l’Elisabethenberg, propriété des vins Vollmayer. Ces deux vignobles sont les plus hauts d'Allemagne : 530 m pour l’Olgaberg et 562 m pour l’Elisabethenberg. Le terroir du Hohentwiel offre un sol riche en minéraux et qui conserve admirablement la chaleur. Depuis 2000, les deux vignobles ont été ré-étagés par terrassement, afin de faciliter les récoltes et d'optimiser les effets de l'ensoleillement.
La culture du vin à cet endroit est attestée depuis 1538, mais on estime que, dès 970, les moines la pratiquaient pour les besoins de leurs abbayes. Aux XVIe et XVIIe siècles, le vin n'était pas seulement une boisson : il faisait aussi partie de la solde à verser aux mercenaires. Les visiteurs du château apportaient parfois avec eux des pierres à bâtir : on les payait en vin et ils devaient s’enregistrer ; c’est ainsi que l’on dispose de sources écrites sur les ventes. Avec le démantèlement du château, les vignobles ont pu être agrandis. À compter de 1822, tous les vignobles furent affermés et restreints aux meilleurs emplacements. De mauvaises récoltes, au début du XXe siècle conduisirent à l'abandon du vignoble en 1912.
Il fallut attendre 1928 pour que Robert Vollmayer Sr. remette les terres en culture ; dès 1930, il pouvait produire ses premiers fûts. Il dut restituer les terrains de l’Olgaberg au fermier titulaire en 1934, mais comme il détenait en propre les droits sur 5 ha de l’Elisabethenberg, la production de vin put se poursuivre. En 1948, l'exploitation fut reprise par Robert Vollmayer Jr., et même portée à une superficie de 6,3 ha. Entre 1963 et 1968, l'exploitation s'accrut encore pour atteindre les 15 ha, qui représentent la superficie actuelle. Les variétés cultivées sont le Müller-Thurgau, le Bacchus, le pinot gris, le pinot blanc, le Riesling, le Traminer, le Kerner, le Chardonnay, le pinot noir et le Dornfelder.
En 1949 le domaine de l'Olgaberg échut à Walter Fahr, propriétaire des tracteurs Fahr à Gottmadingen. Avec la réforme administrative de 1969, le vignoble fut rattaché au terroir de Meersburg. En 1974 la surface cultivée atteignait 7,5 ha. On y cultive au XXIe siècle du Müller-Thurgau, du pinot blanc, du pinot noir, du Riesling et du Cabernet Sauvignon.